# 朱邃㙉
弘農安僖王朱邃㙉（1449年—1489年），明朝慶藩第一代弘農王，慶康王朱秩煃的庶第三子，生母李氏。

## 生平
天順三年（1459年）七月，封弘農王。天順四年（1460年）四月，獲歲祿一千石，米、鈔各支一半。
成化八年（1472年），朱邃㙉因信用小人、占居公署、事多不法被慶王朱邃𡓱參奏，受到了明憲宗的降敕切責。
弘治二年（1489年）七月，朱邃㙉去世，享年四十一歲，諡號安僖。三年後，庶長子鎮國將軍朱寘鑭襲爵。

## 家庭

### 妻
- 高氏，寧夏中護衛指揮僉事高鉦女，成化元年（1465年）九月冊為弘農王妃[6]。

### 子孫（一）
- 庶長子：鎮國將軍→弘農榮惠王朱寘鑭
- 庶第二子：鎮國將軍朱寘銘
  - 孫：輔國將軍朱台瀕
    - 曾孫：奉國將軍朱鼒榛

  - 孫：輔國將軍朱台汸
    - 曾孫：奉國將軍朱鼒桄

  - 孫：輔國將軍朱台淐
- 庶第三子：鎮國將軍朱寘鏐
  - 孫：輔國將軍朱台灂
    - 曾孫：朱鼒楋
    - 曾孫：朱鼒杙

  - 孫：輔國將軍朱台浧
    - 曾孫：奉國將軍朱鼒
      - 玄孫：朱倪鰍
      - 玄孫：朱倪吙
      - 玄孫：朱倪㷕
      - 玄孫：朱倪愀[7]

    - 曾孫：朱鼒㭕

  - 孫：輔國將軍朱台浦
  - 孫：輔國將軍朱台溫[8]

### 子孫（二）
- 曾孫：奉國將軍朱鼒柊
  - 玄孫：朱倪
- 曾孫：奉國將軍朱鼒楸
  - 玄孫：朱倪耿
- 曾孫：奉國將軍朱鼒李
  - 玄孫：朱倪䎿
- 曾孫：奉國將軍
  - 玄孫：鎮國中尉朱倪𤽈
    - 五世孫：朱伸𨿤
- 曾孫：奉國將軍朱鼒栲
  - 玄孫：朱倪𩵰
- 曾孫：奉國將軍
  - 玄孫：潏齋
    - 五世孫：朱伸[7]